# ISO 3166-2:AI
Pour un article plus général, voir ISO 3166-2.
 (juillet 2024).

Localisation d'Anguilla dans les Antilles.

ISO 3166-2:AI est l'entrée pour Anguilla dans l'ISO 3166-2, qui fait partie du standard ISO 3166, publié par l'Organisation internationale de normalisation (ISO), et qui définit des codes pour les noms des principales administration territoriales (ex. : provinces ou États fédérés) pour tous les pays ayant un code ISO 3166-1.
Actuellement aucun code ISO 3166-2 n'est défini pour Anguilla.
Anguilla est officiellement assigné au code ISO 3166-1 alpha-2 AI.